# Alegrense Futebol Clube
L'Alegrense Futebol Clube est un club brésilien de football basé à Alegre dans l'État de l'Espírito Santo.

## Palmarès
- Championnat de l'Espírito Santo de football
  - Champion : 2001, 2002